# Qendër Vlorë
Qendër Vlorë is een plaats en voormalige gemeente in de stad (bashkia) Vlorë in de prefectuur Vlorë in Albanië. Sinds de gemeentelijke herindeling van 2015 doet Qendër Vlorë dienst als deelgemeente en is het een bestuurseenheid zonder verdere bestuurlijke bevoegdheden. De plaats telde bij de census van 2011 7621 inwoners.